# 拉蒂西亚·多瑞拉
拉蒂西亚·多瑞拉（西班牙語：Leticia Dolera，1981年10月23日—）是一名西班牙演員，出生於西班牙加泰羅尼亞首府巴塞隆拿。多瑞拉曾出演過《死亡录像3：创世纪》（Rec 3: Genesis）、《救援風暴》（Imagining Argentina）、以及英國電視劇集《Mad Dogs》。